# Медова вулиця (Мелітополь)
Медова вулиця — вулиця в Мелітополі. Йде від вулиці Малюги до Юр'ївської вулиці. З непарної сторони забудована приватними будинками, з парної — багатоповерховими будинками.

## Історія
Рішення про прорізку й найменування вулиці прийнято 7 жовтня 1960. Вулиця отримала назву вулиця Гайдара, на честь
Аркадія Гайдара, радянський дитячий письменника.
Як колишній чекіст, Гайдар входить до числа постатей, що підлягають декомунізації в Україні. Тому в 2016 року в ході декомунізації вулиця була перейменована на Медову вулицю.
7 квітня 2023 року, під час Російського вторгнення в Україну, російська окупаційна влада Мелітополя видала наказ про повернення вулиці імені Гадара.